# Luis de Borbón-Condé (1709-1771)
Luis de Borbón, Conde de Clermont (Francia, 15 de junio de 1709-Francia, 16 de junio de 1771), fue un noble francés e hijo de Luis III de Borbón-Condé y de su esposa Luisa Francisca de Borbón, hija mayor sobreviviente e legitimada del rey Luis XIV de Francia y de su amante Madame de Montespan. Dirigió las fuerzas francesas en Alemania durante la Guerra de los Siete Años, en la que asumió el mando en 1758 después de que los franceses invadieran Hannover. 

## Biografía
Fue el tercer hijo varón -pero el último hijo en orden de llegada- de Luis III de Borbón-Condé y de su esposa Luisa Francisca de Borbón. Su padre era nieto del Le Grand Condé y su madre era hija legitimada del rey Luis XIV y de Madame de Montespan. Su hermano mayor, Luis Enrique, duque de Borbón, fue el jefe de la familia Condé desde 1710 hasta su muerte en 1740, y fue el primer ministro de Luis XV entre 1723 y 1726. Adoptó y crio a su sobrino, Luis José, príncipe de Condé, que era huérfano desde 1741. El Conde de Clermont, es descrito por Charles Augustin Sainte-Beuve de esta manera:
Él era un personaje curioso: príncipe de sangre, abad [de Saint-Germain-des-Prés], oficial del ejército, libertino, hombre de letras, antiparlamentario, religioso durante sus últimos años, fue uno de los ejemplos más llamativos (y uno de los más divertidos en ciertos días) y también uno de los más impactantes; de los abusos y las disparidades, bajo el Antiguo Orden, de placer y de privilegio.
Fue quinto Gran Maestre de la Gran Logia de Francia, una de las principales obediencias masónicas de Francia, que existió desde 1728 hasta 1729. Según algunas fuentes, el conde fue elegido en 1743 y mantuvo el cargo hasta su muerte, y fue sucedido por su primo, Luis Felipe I de Orleans, conocido como el duque de Chartres, después duque de Orléans. Sin embargo, otra fuente afirma que fue designado Gran Maestre en 1744, pero pronto abandonó la organización.

## Títulos y honores
- 15 de junio de 1709; 16 de junio de 1771 Su Alteza Serenísima el Conde de Clermont